# Romano Schmid
Romano Schmid (ur. 27 stycznia 2000 w Grazu) – austriacki piłkarz występujący na pozycji pomocnika w niemieckim klubie Werder Brema oraz w reprezentacji Austrii. Wychowanek Vasoldsberg, w trakcie swojej kariery grał także w takich zespołach, jak Sturm Graz, Red Bull Salzburg oraz Liefering.
Schmid powołanie do reprezentacji Austrii otrzymał już jako 14-latek w listopadzie 2014 roku. Następnie przechodził kolejne szczeble reprezentacyjne, aż we wrześniu 2019 trafił do zaplecza pierwszej reprezentacji czyli drużyny U-21.
We wrześniu 2022 zadebiutował w pierwszej reprezentacji - zagrał od 69 minuty w Lidze Narodów przeciwko Francji a trzy dni później w tych samych rozgrywkach, od 82 minuty przeciwko Chorwacji.
Status rezerwowego utrzymywał w Eliminacjach Euro 2024, chociaż na boisku pojawił się zaledwie trzykrotnie. W meczu z Azerbejdżanem zadebiutował w podstawowym składzie (chociaż został zmieniony w przerwie).
Jako zawodnik podstawowej jedenastki zagrał jeszcze kilkukrotnie w meczach towarzyskich, w ramach przygotowań do Euro 2024.
Został powołany do reprezentacji Austrii na Mistrzostwa Europy w Piłce Nożnej 2024. W meczach z Francją i Polską wchodził w końcówkach, ale przeciwko Holandii zagrał od pierwszej minuty. W tym meczu w 59 minucie zdobył swojego premierowego gola dla pierwszej reprezentacji Austrii.